# Вест Греј (Онтарио)
Вест Греј (енгл. West Grey) је општина у Канади у покрајини Онтарио. Према резултатима пописа 2011. у општини је живело 12.286 становника.

## Становништво
Према резултатима пописа становништва из 2011. у граду је живело 12.286 становника.
| 2006.  | 2011.  |
| ------ | ------ |
| 12.288 | 12.286 |